# Lista municipiilor din Spania

Municipiile Spaniei. 2004 (click pentru mărire)

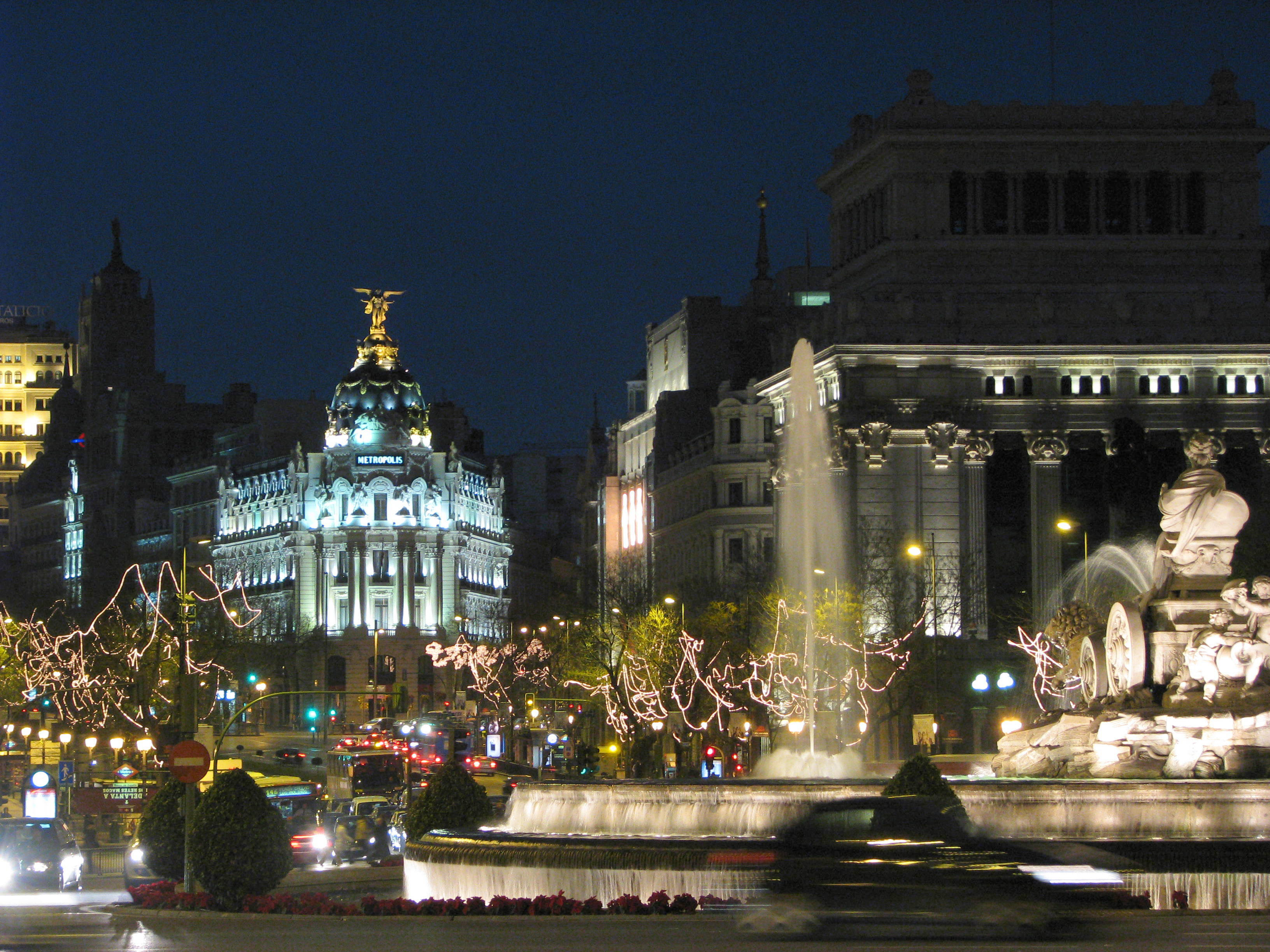
Madrid, capitala Spaniei

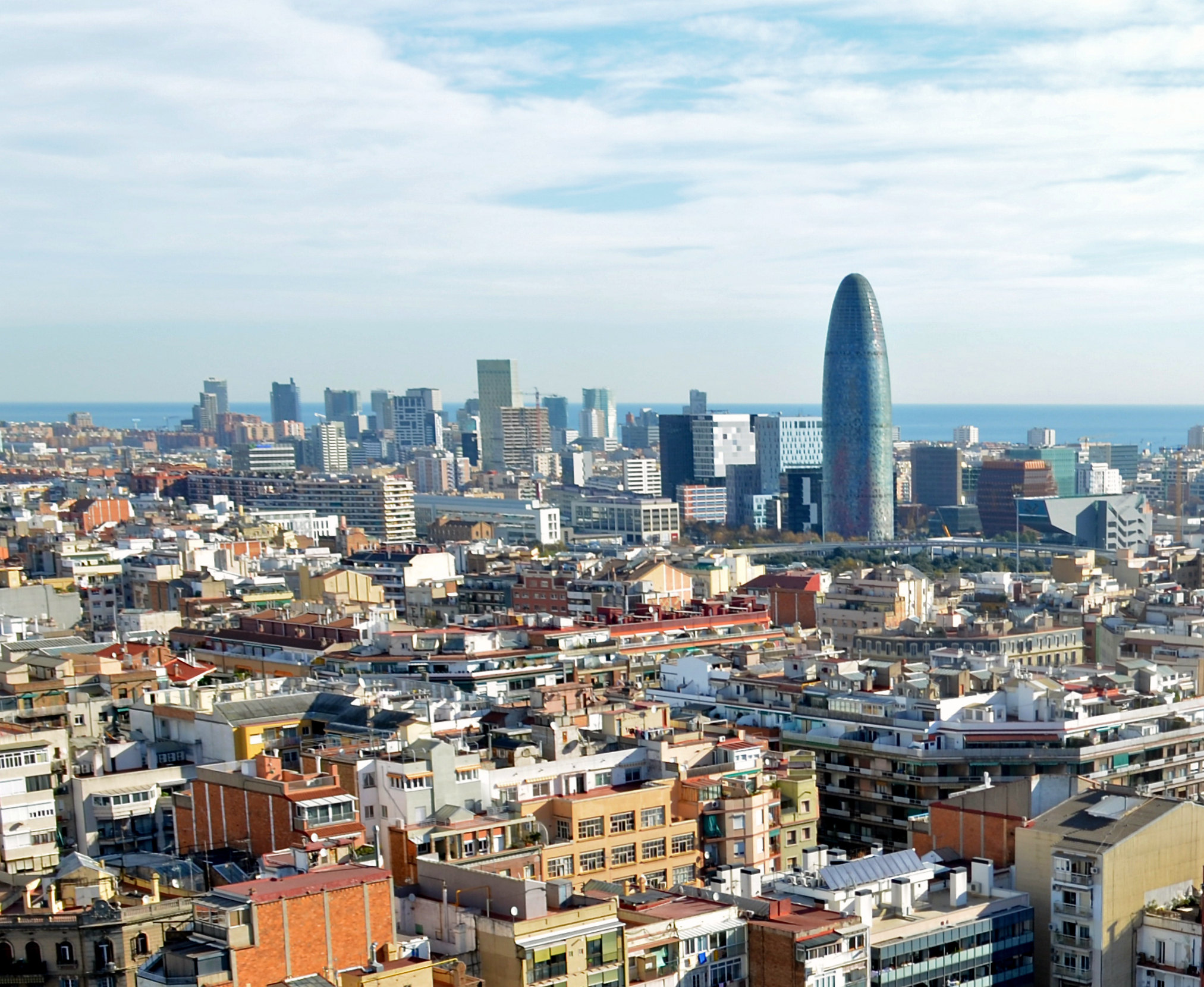
Barcelona

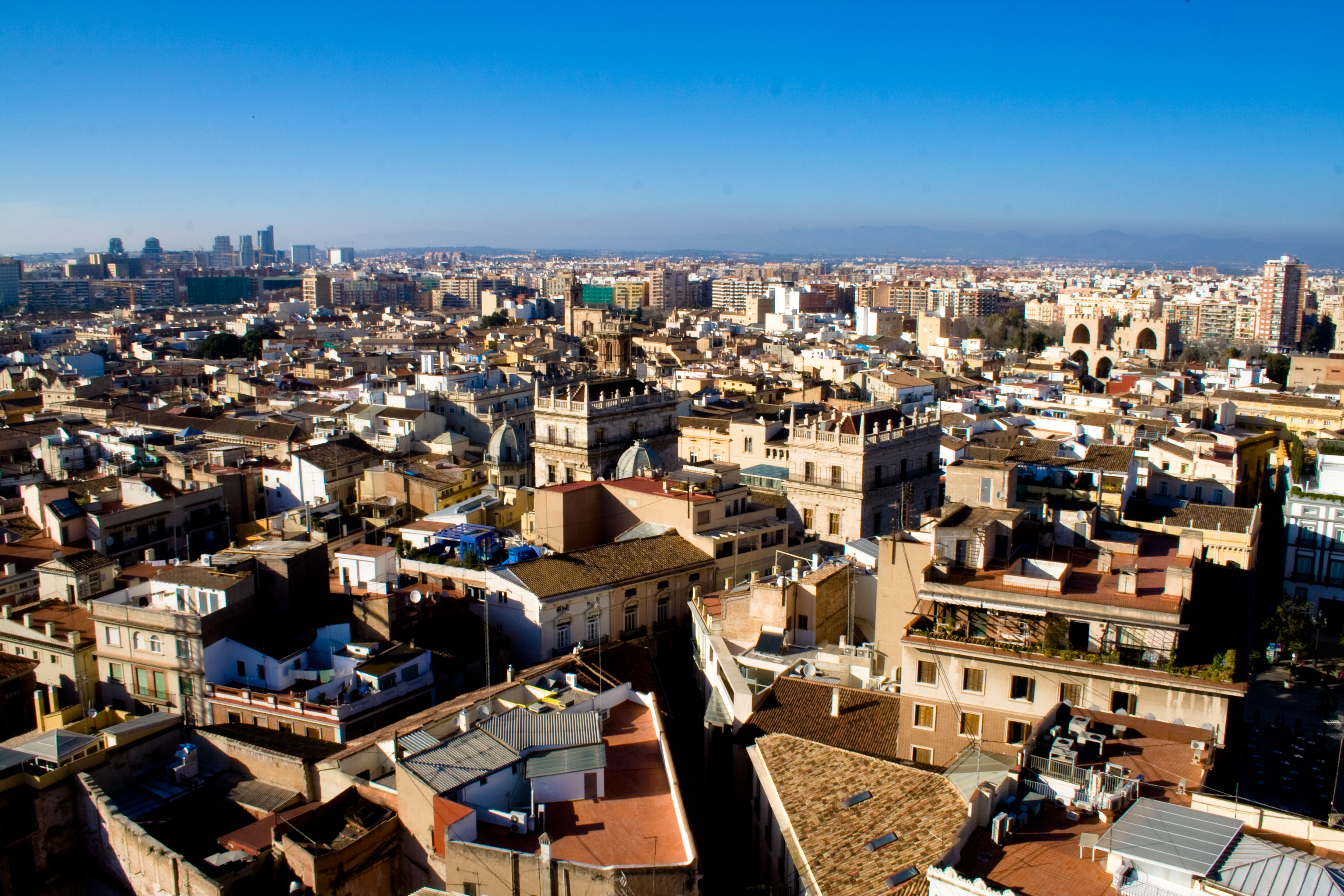
Valencia

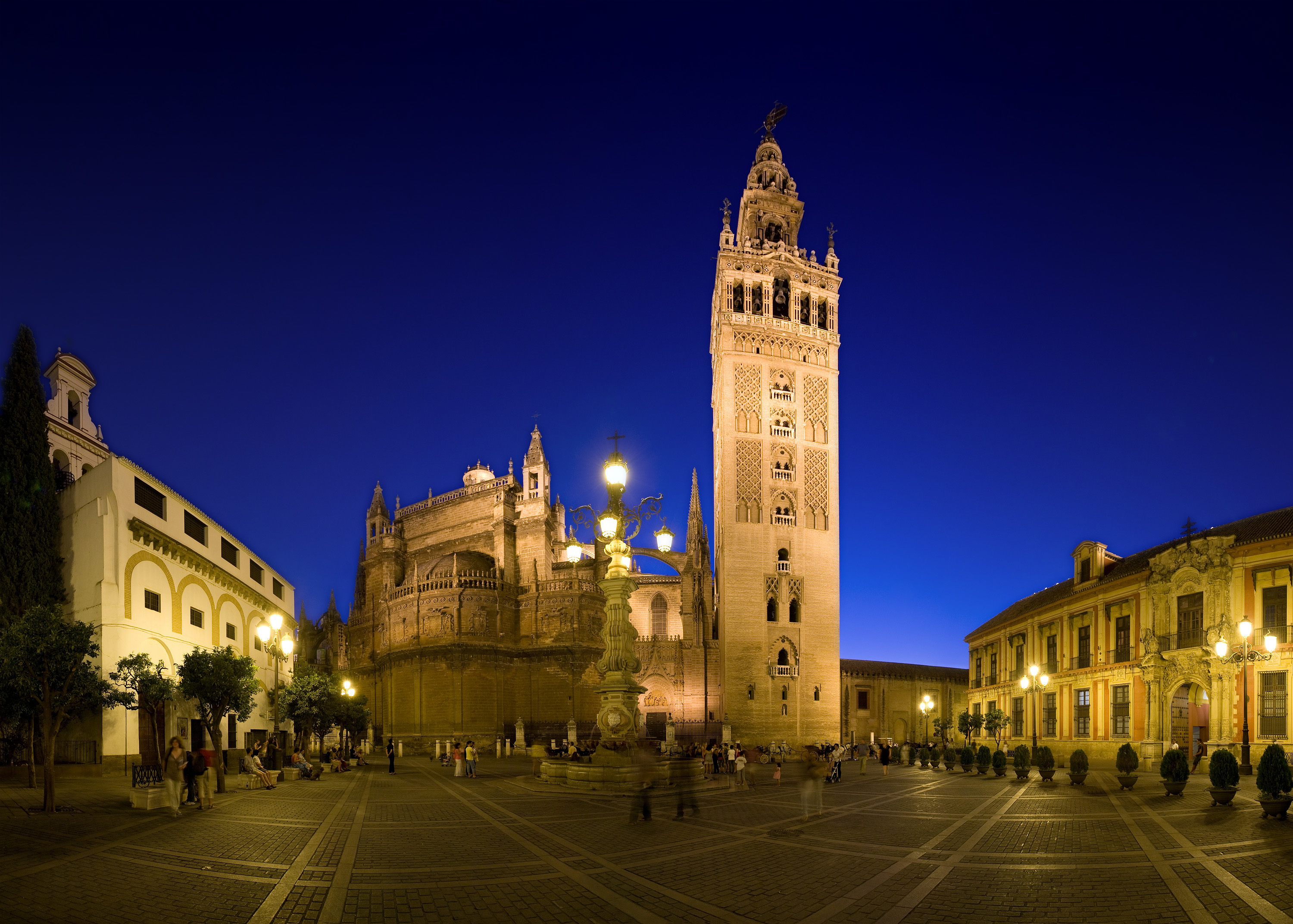
Sevilla

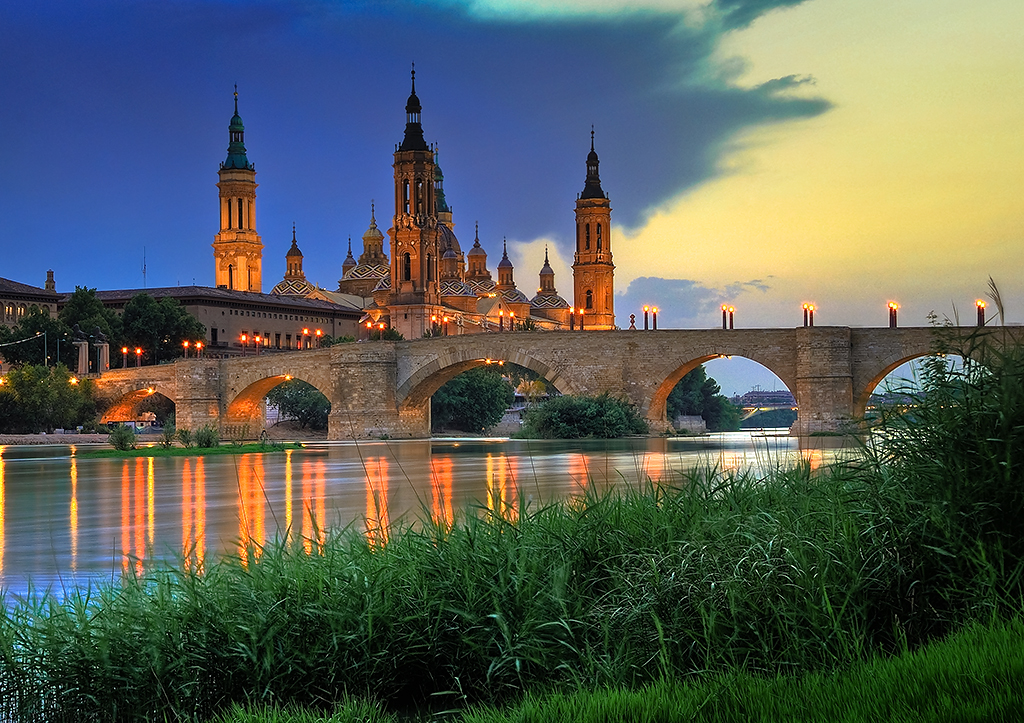
Zaragoza

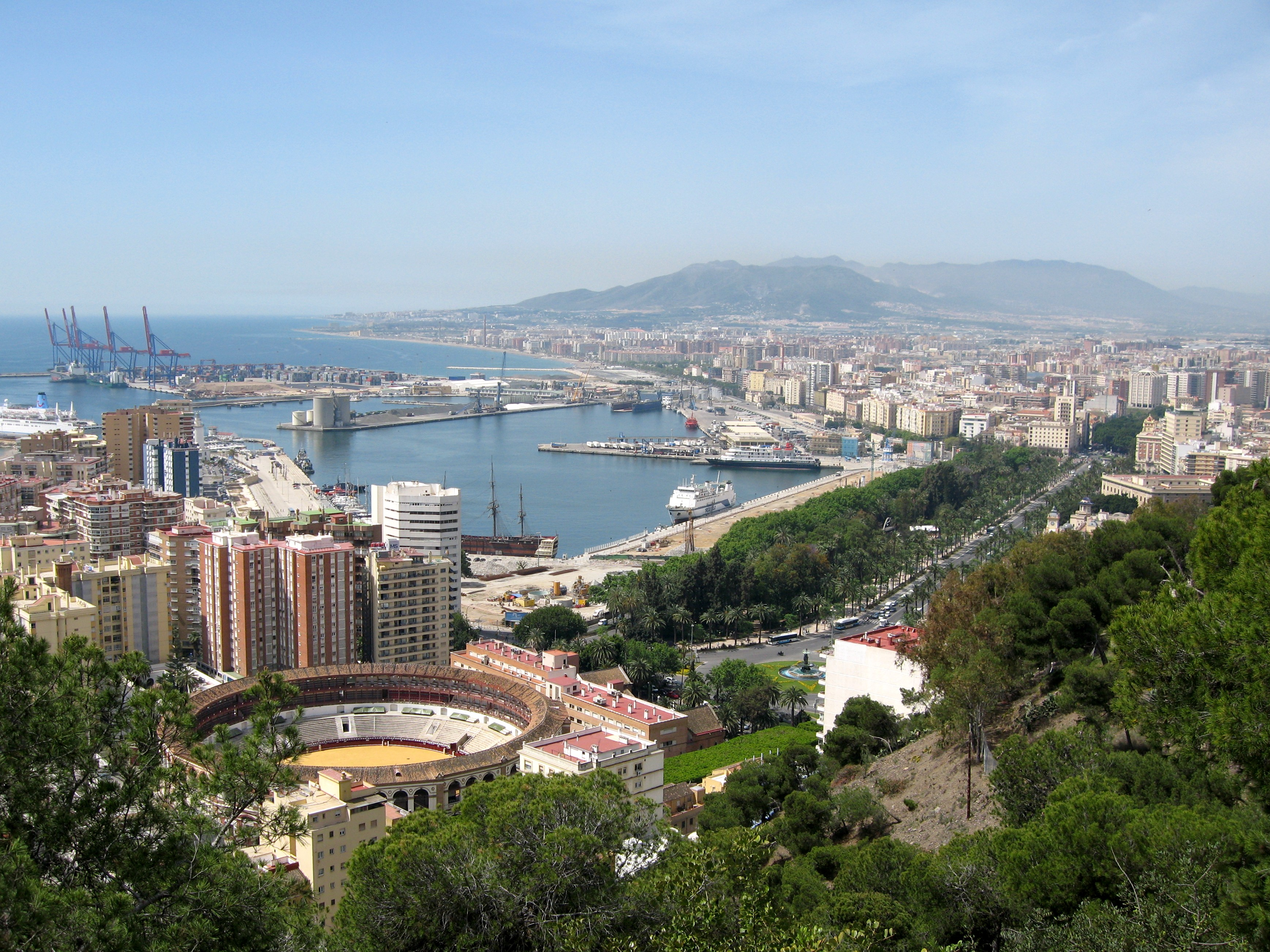
Málaga

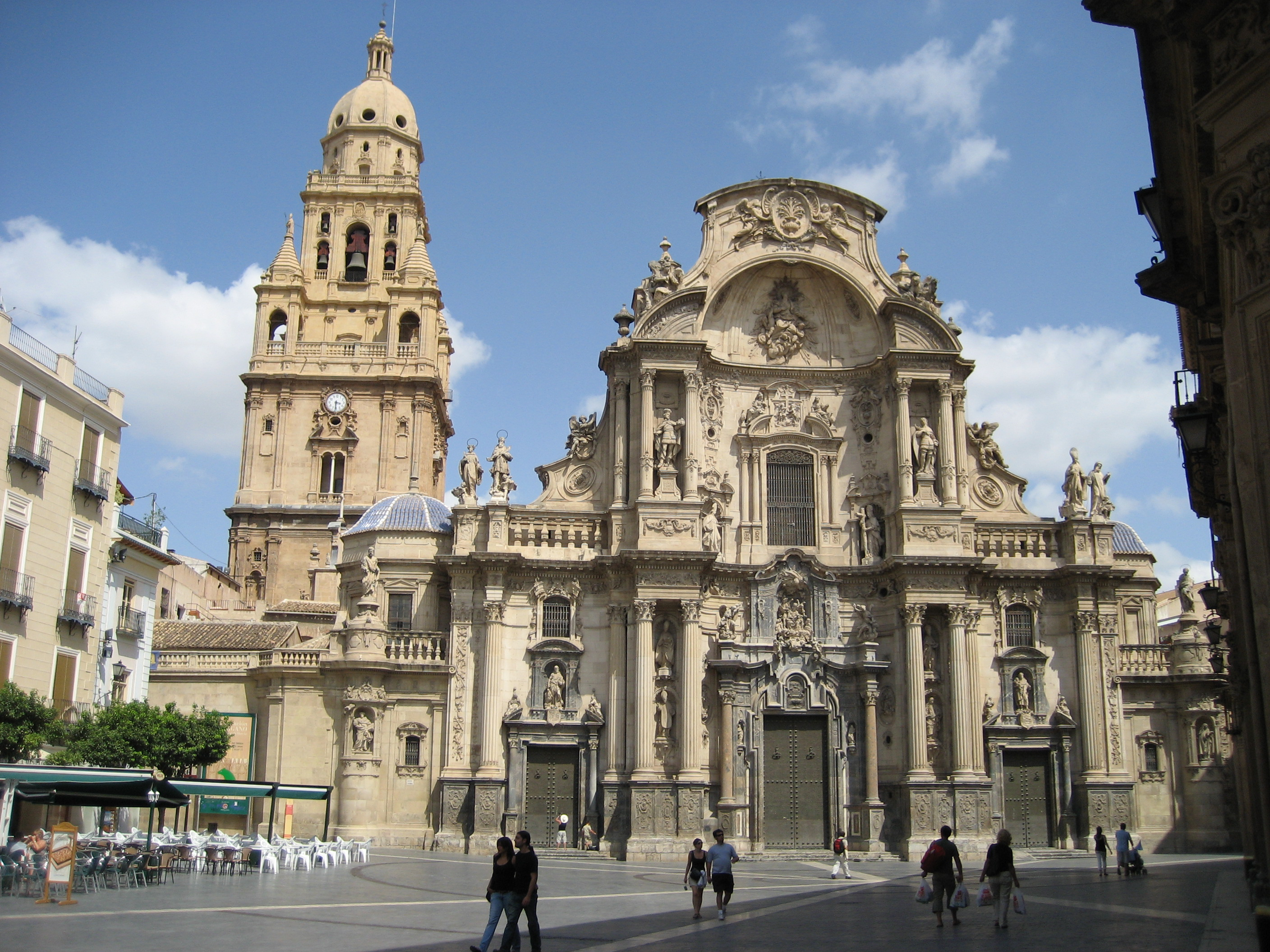
Murcia

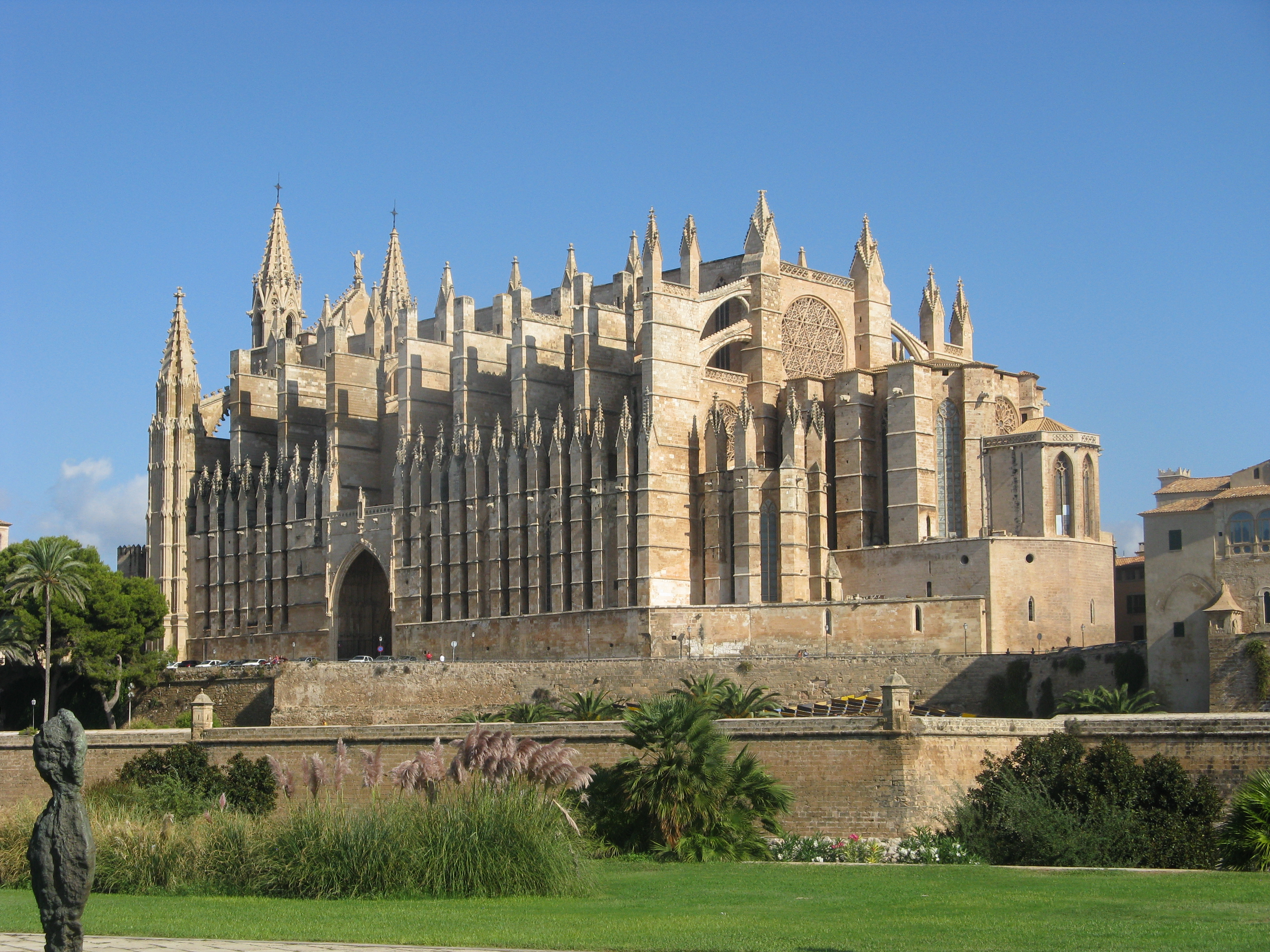
Palma de Mallorca

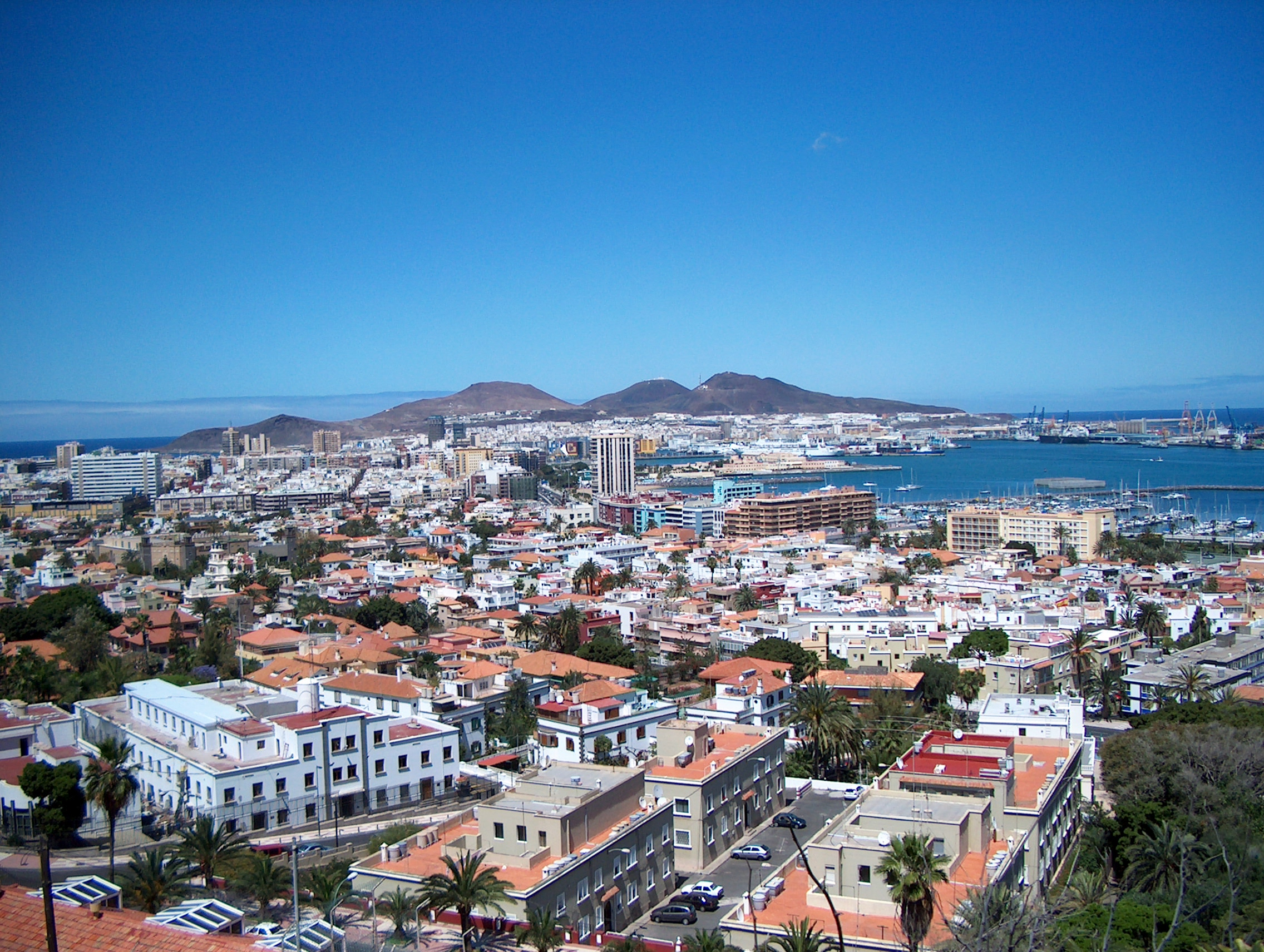
Las Palmas

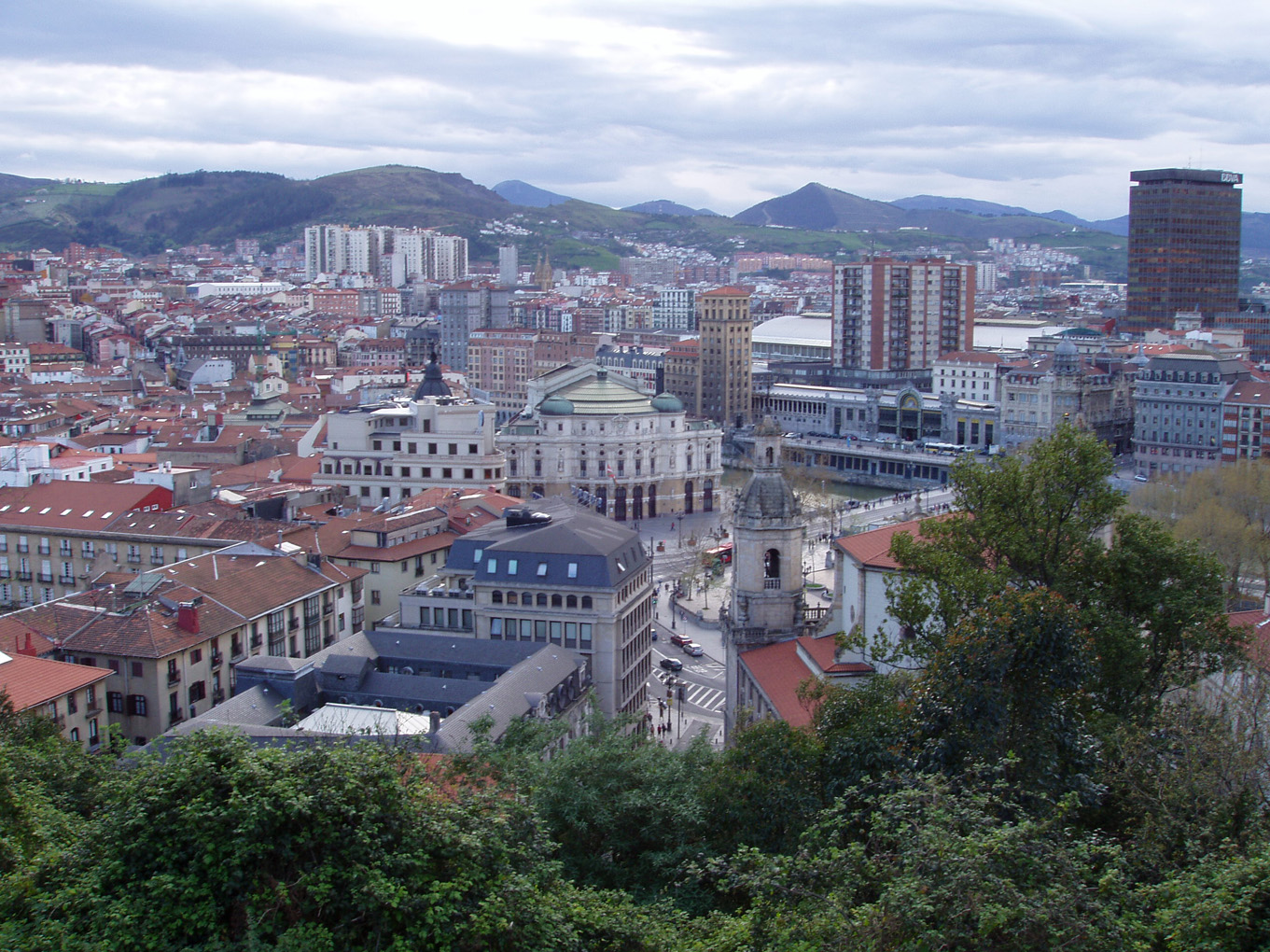
Bilbao

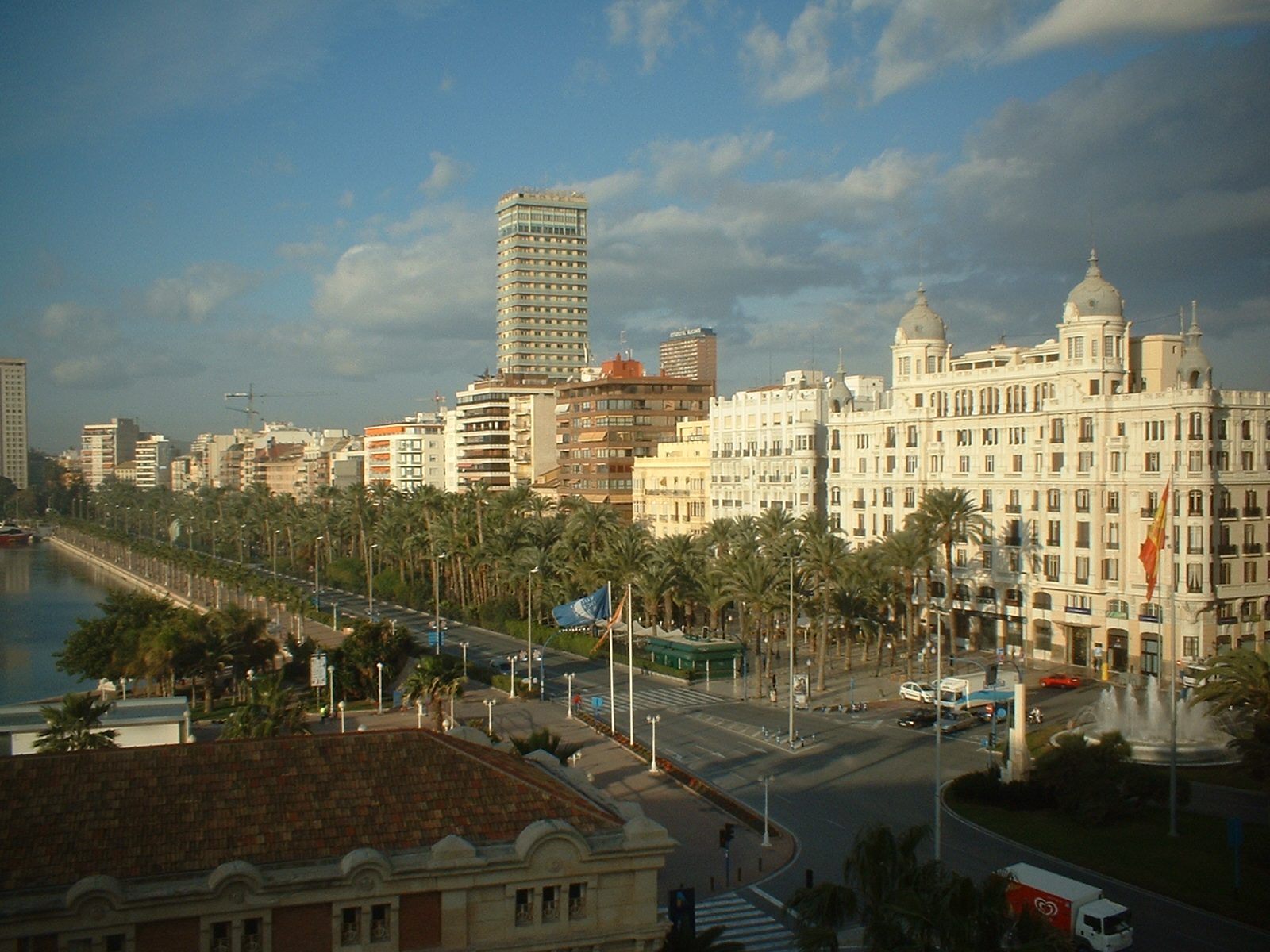
Alicante

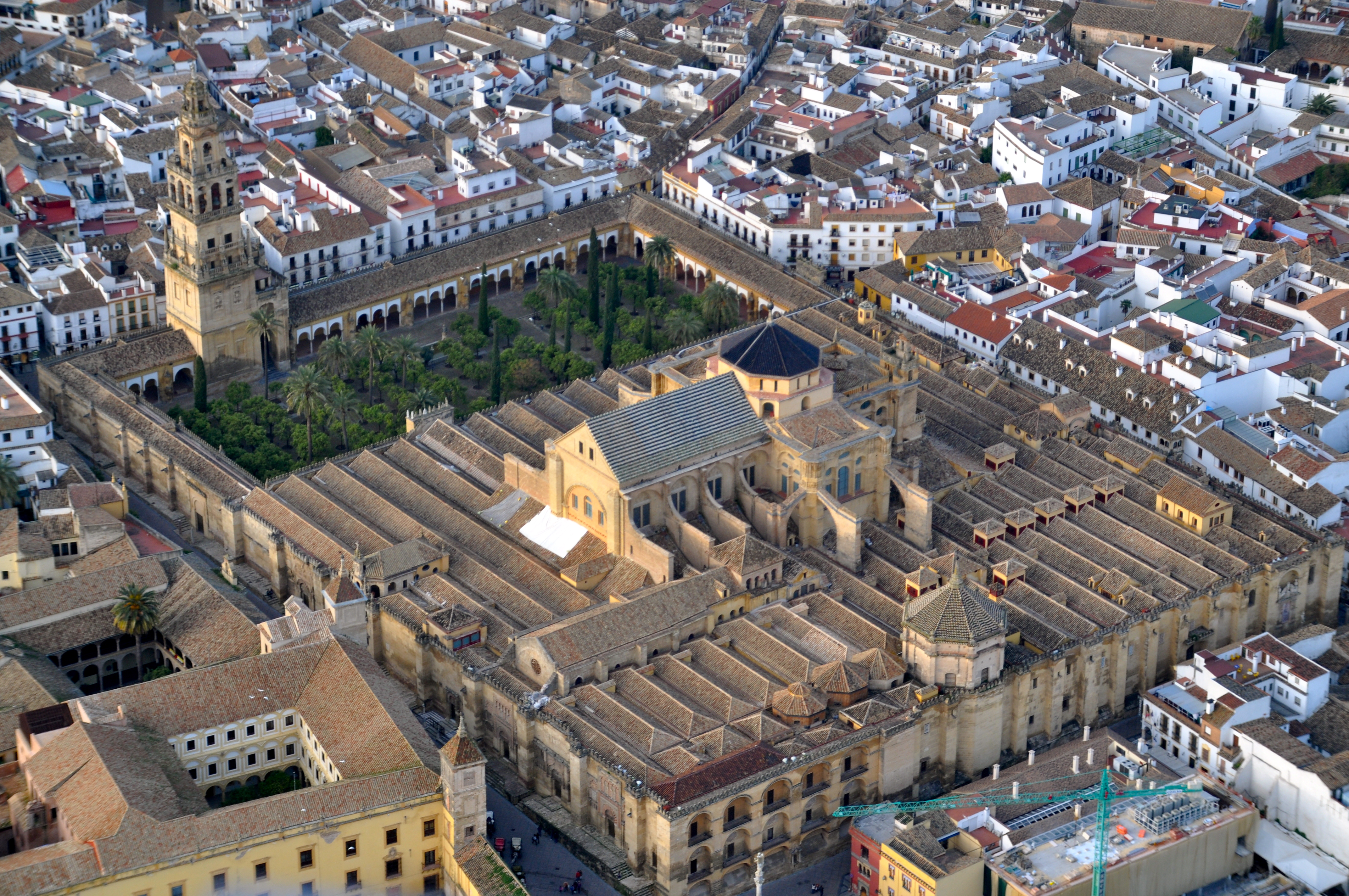
Córdoba

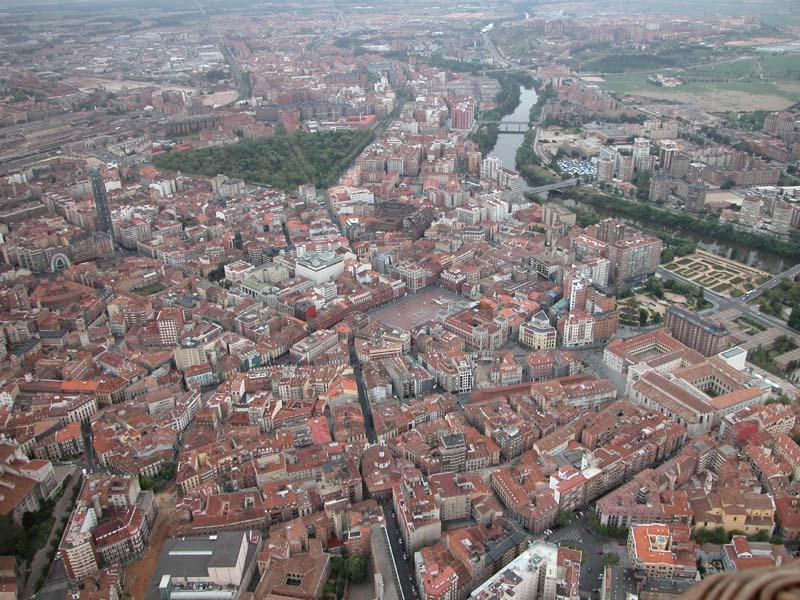
Valladolid

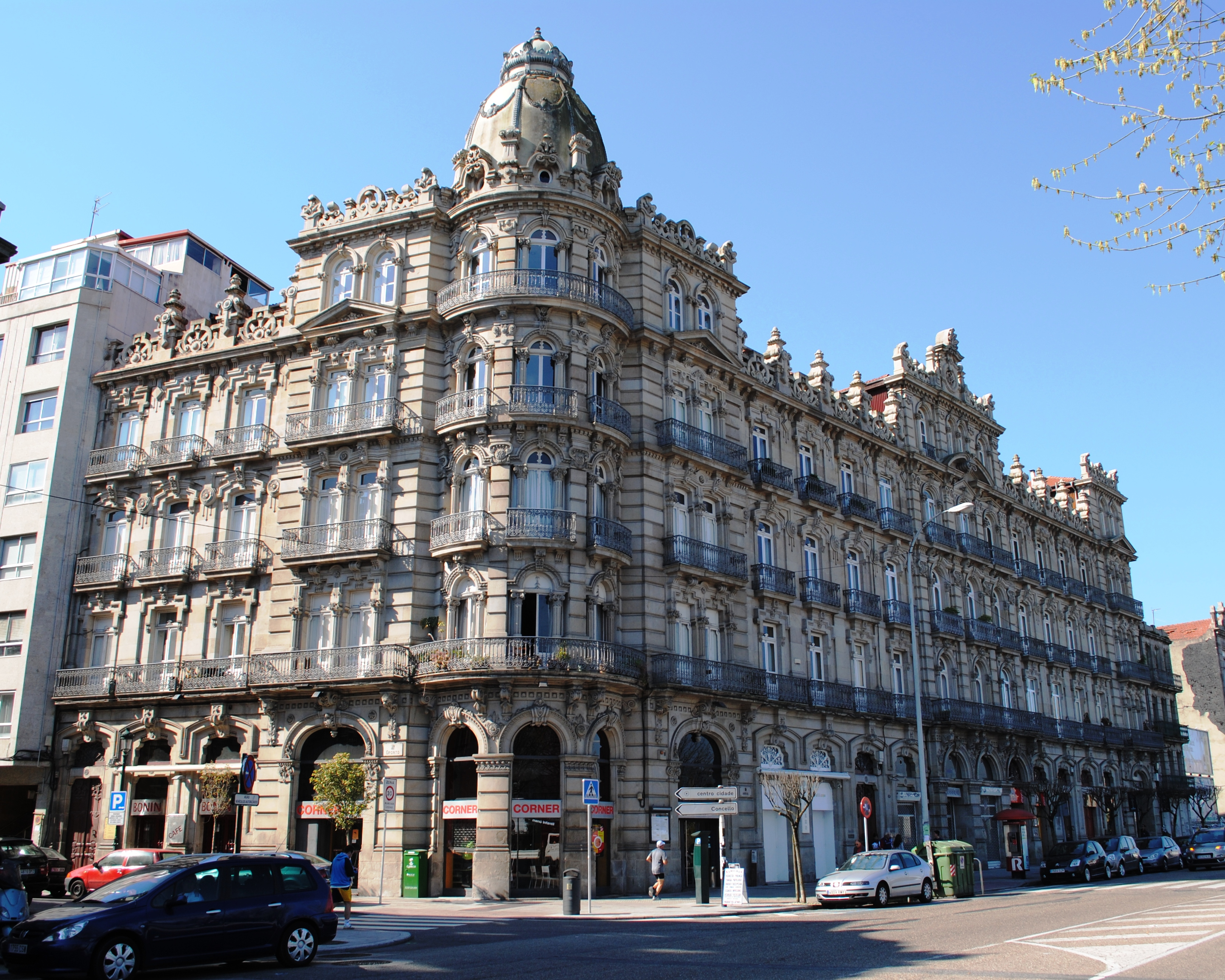
Vigo

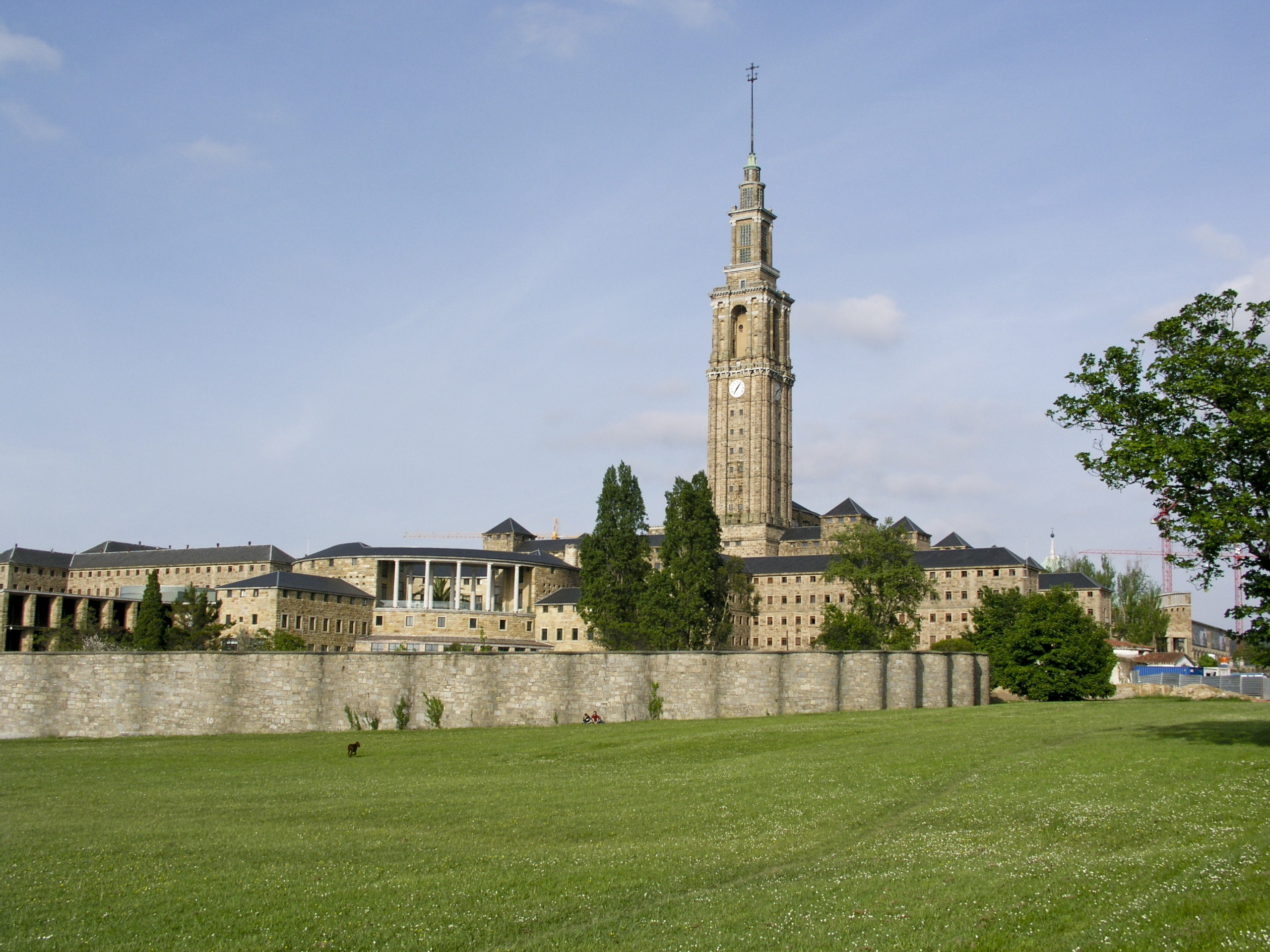
Gijón

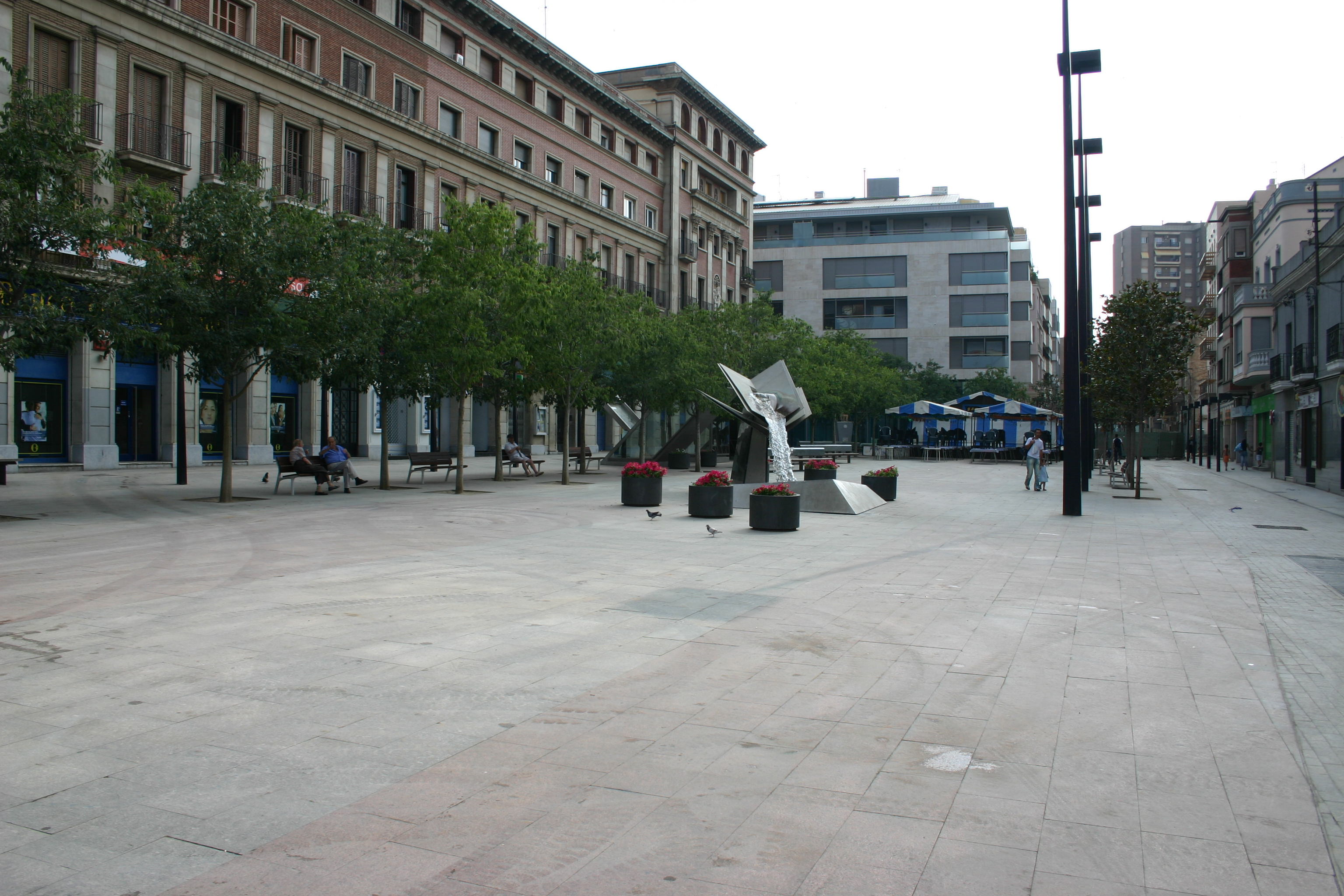
L'Hospitalet de Llobregat

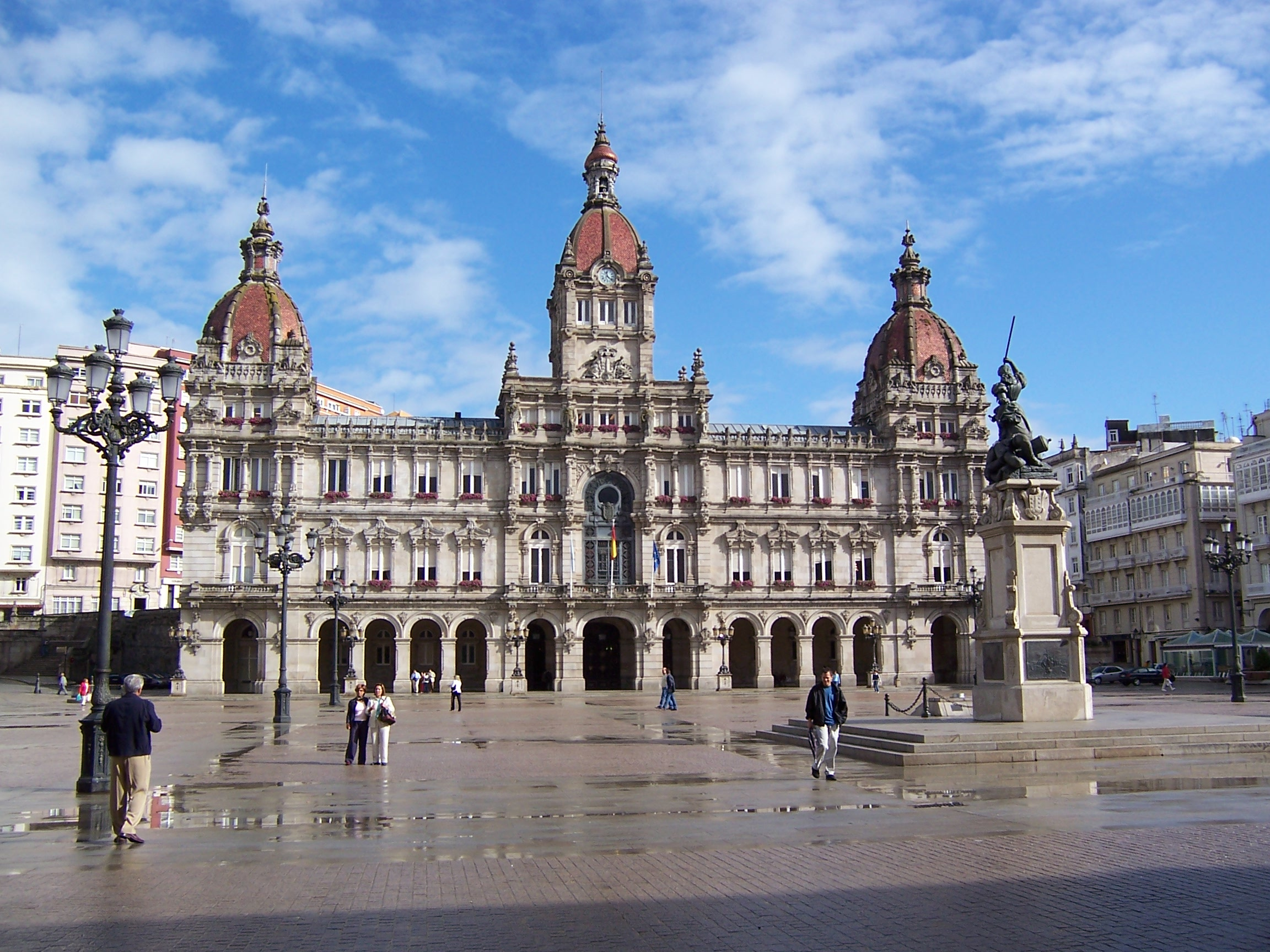
A Coruña

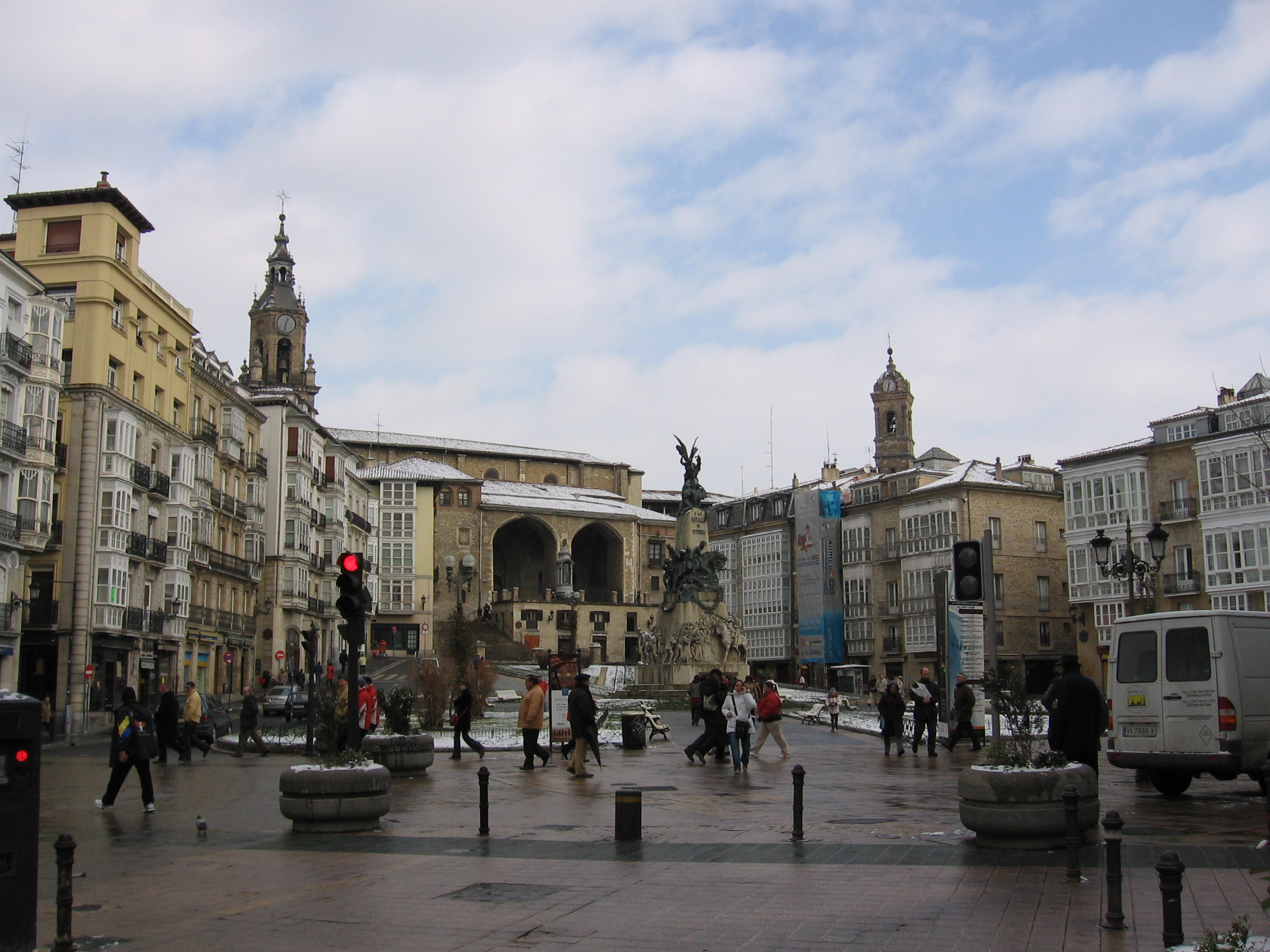
Vitoria-Gasteiz

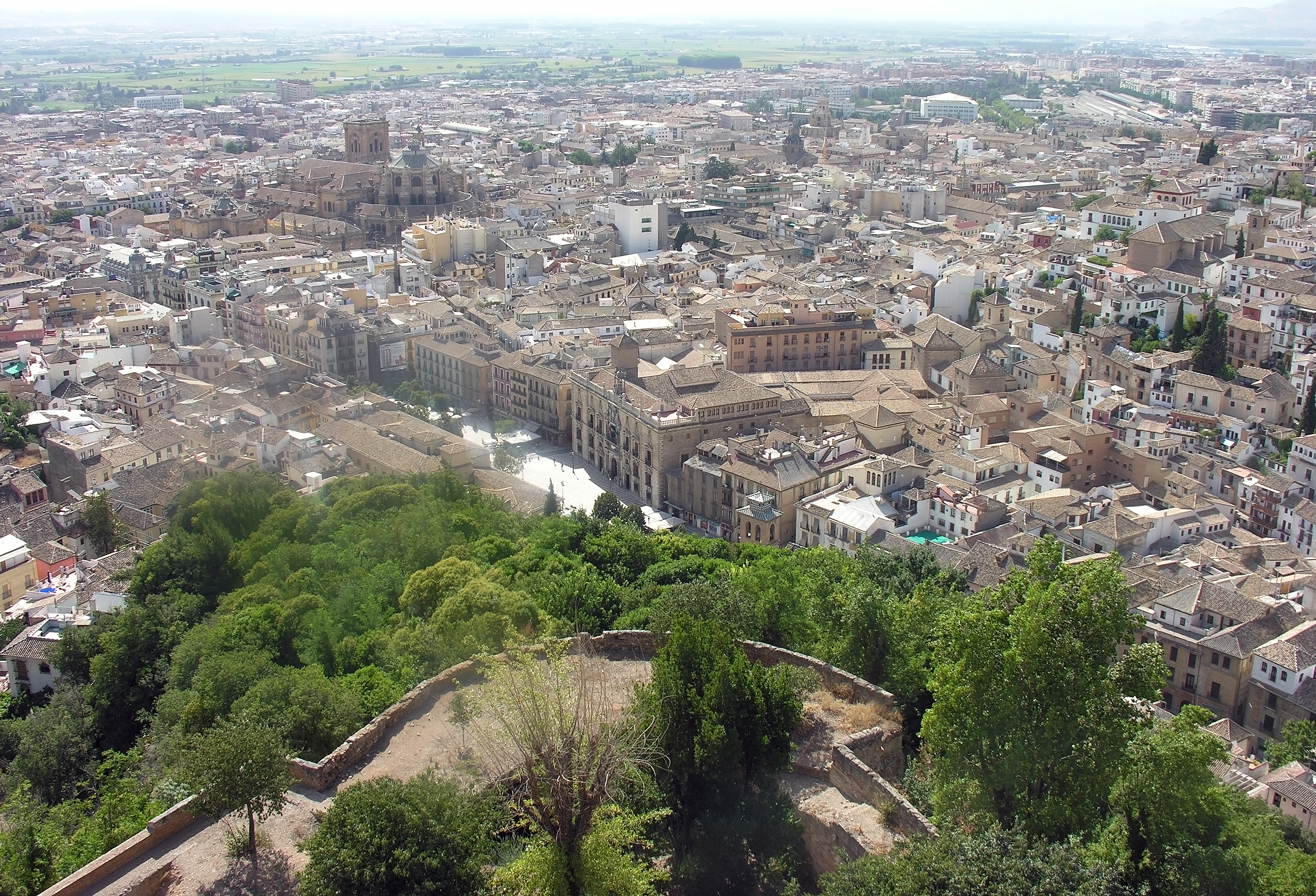
Granada

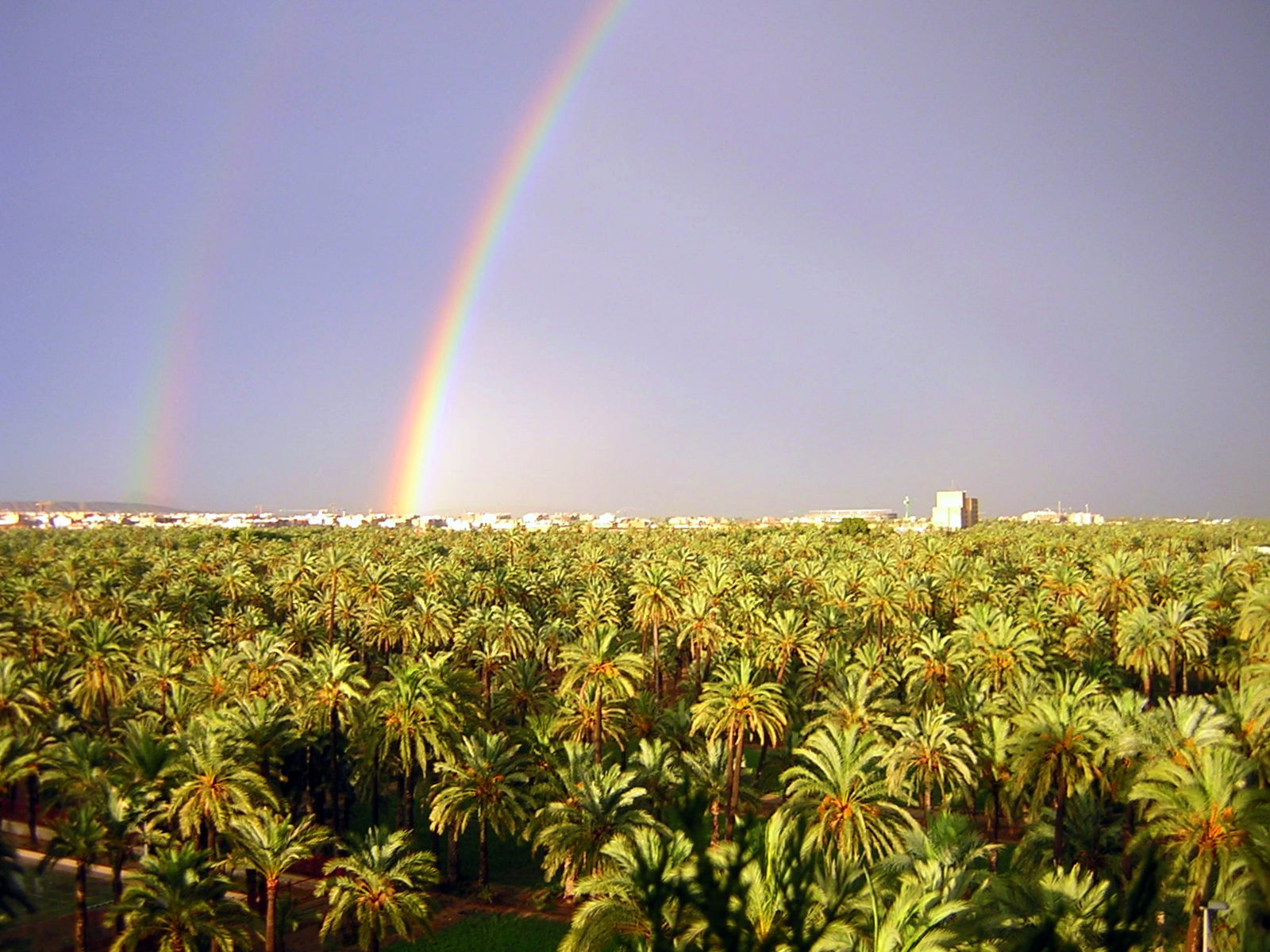
Elche

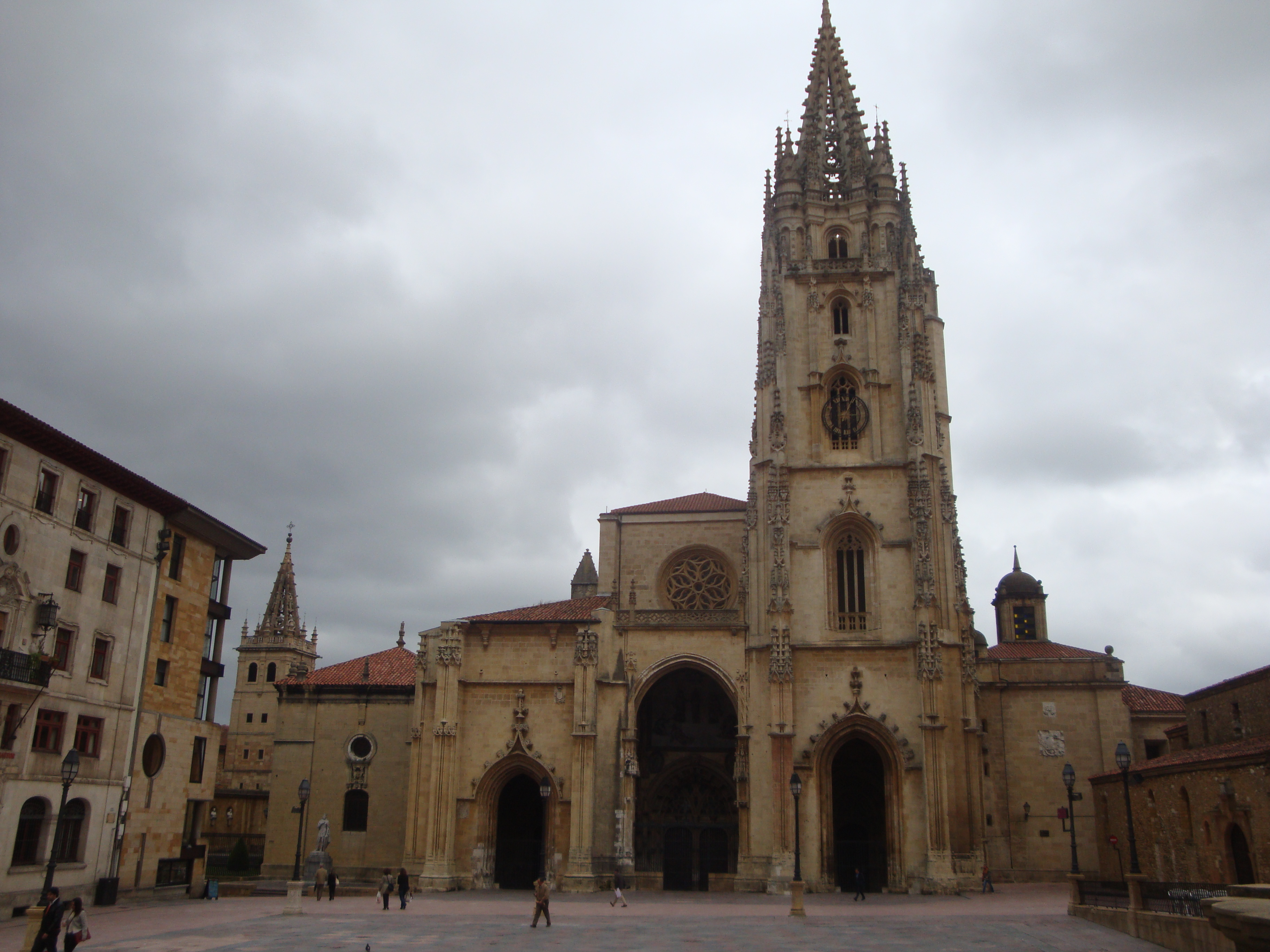
Oviedo

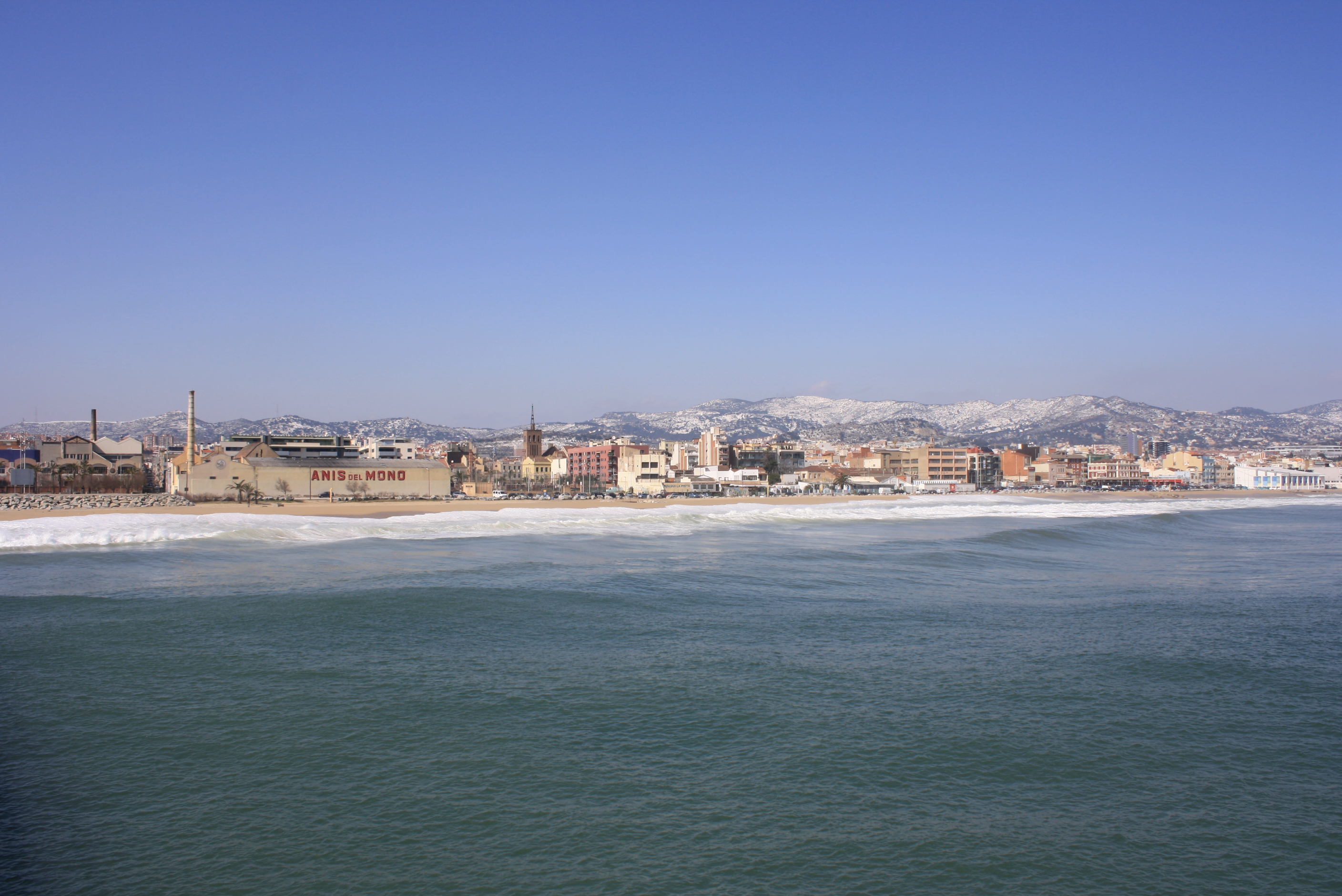
Badalona

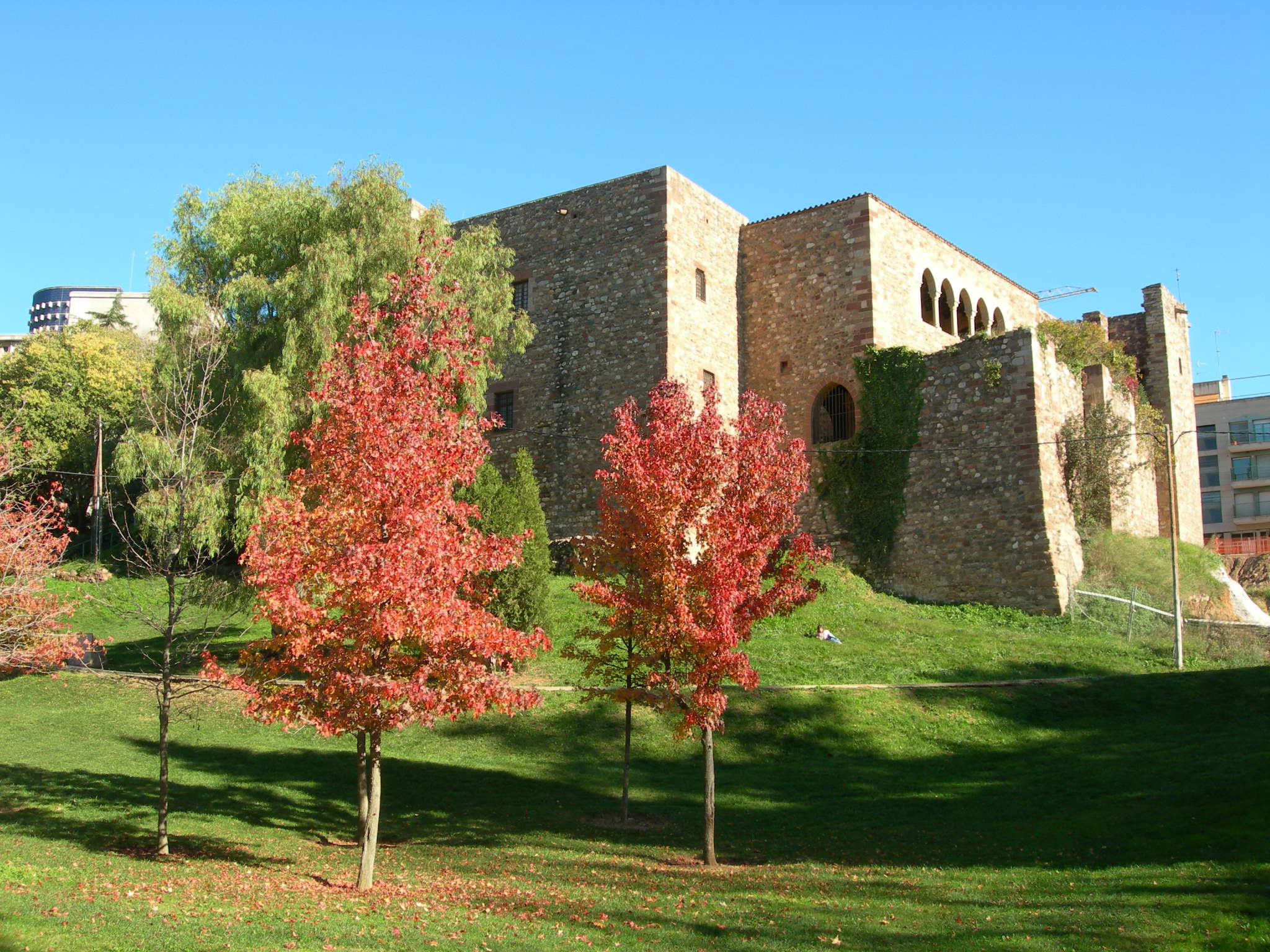
Terrassa

Aceasta este o listă de liste de municipii din Spania.
Conform rapoartelor provizorii din 18 decembrie 2013, în Spania sunt în total 8.117 municipii, inclusiv orașele autonomoe Ceuta și Melilla. Burgos este provincia cu cele mai multe municipii (371), iar Las Palmas este cea cu cele mai puține (34).
| Comunitate autonomă / provincie  | Lista                               | Nr. de municipii |
| -------------------------------- | ----------------------------------- | ---------------- |
| Andalusia                        | Municipii în Andaluzia              | 772              |
| Provincia Almería                | Municipii în Almería                | 102              |
| Provincia Cádiz                  | Municipii în Cádiz                  | 44               |
| Provincia Córdoba                | Municipii în Córdoba                | 75               |
| Provincia Granada                | Municipii în Granada                | 169              |
| Provincia Huelva                 | Municipii în Huelva                 | 79               |
| Provincia Jaén                   | Municipii în Jaén                   | 97               |
| Provincia Málaga                 | Municipii în Málaga                 | 101              |
| Provincia Sevilla                | Municipii în Sevilla                | 105              |
| Aragon                           | Municipii în Aragon                 | 732              |
| Provincia Huesca                 | Municipii în Huesca                 | 202              |
| Provincia Teruel                 | Municipii în Teruel                 | 236              |
| Provincia Zaragoza               | Municipii în Zaragoza               | 294              |
| Asturia*                         | Municipii în Asturia                | 78               |
| Insulele Baleare*                | Municipii în Insulele Baleare       | 67               |
| Țara Bascilor                    | Municipii în Țara Bascilor          | 251              |
| Provincia Álava                  | Municipii în Álava                  | 51               |
| Provincia Biscaia                | Municipii în Biscaia                | 112              |
| Provincia Gipuzkoa               | Municipii în Gipuzkoa               | 88               |
| Insulele Canare                  | Municipii în Insulele Canare        | 88               |
| Provincia Las Palmas             | Municipii în Las Palmas             | 34               |
| Provincia Santa Cruz de Tenerife | Municipii în Santa Cruz de Tenerife | 54               |
| Cantabria*                       | Municipii în Cantabria              | 102              |
| Castilia și León                 | Municipii în Castilia și León       | 2,248            |
| Provincia Ávila                  | Municipii în Ávila                  | 248              |
| Provincia Burgos                 | Municipii în Burgos                 | 371              |
| Provincia León                   | Municipii în León                   | 211              |
| Provincia Palencia               | Municipii în Palencia               | 191              |
| Provincia Salamanca              | Municipii în Salamanca              | 362              |
| Provincia Segovia                | Municipii în Segovia                | 209              |
| Provincia Soria                  | Municipii în Soria                  | 183              |
| Provincia Valladolid             | Municipii în Valladolid             | 225              |
| Provincia Zamora                 | Municipii în Zamora                 | 248              |
| Castile–La Mancha                | Municipii în Castile–La Mancha      | 919              |
| Provincia Albacete               | Municipii în Albacete               | 87               |
| Provincia Ciudad Real            | Municipii în Ciudad Real            | 102              |
| Provincia Cuenca                 | Municipii în Cuenca                 | 238              |
| Provincia Guadalajara            | Municipii în Guadalajara            | 288              |
| Provincia Toledo                 | Municipii în Toledo                 | 204              |
| Catalonia                        | Municipii în Catalonia              | 946              |
| Provincia Barcelona              | Municipii în Barcelona              | 311              |
| Provincia Girona                 | Municipii în Girona                 | 221              |
| Provincia Lleida                 | Municipii în Lleida                 | 231              |
| Provincia Tarragona              | Municipii în Tarragona              | 183              |
| Extremadura                      | Municipii în Extremadura            | 383              |
| Provincia Badajoz                | Municipii în Badajoz                | 164              |
| Provincia Cáceres                | Municipii în Cáceres                | 219              |
| Galicia                          | Municipii în Galicia                | 314              |
| Provincia A Coruña               | Municipii în A Coruña               | 93               |
| Provincia Lugo                   | Municipii în Lugo                   | 67               |
| Provincia Ourense                | Municipii în Ourense                | 92               |
| Provincia Pontevedra             | Municipii în Pontevedra             | 62               |
| Madrid*                          | Municipii în Madrid                 | 179              |
| Murcia*                          | Municipii în Murcia                 | 45               |
| Navarre*                         | Municipii în Navarra                | 272              |
| La Rioja*                        | Municipii în La Rioja               | 174              |
| Comunitatea Valenciană           | Municipii în Comunitatea Valenciană | 542              |
| Provincia Alicante               | Municipii în Alicante               | 141              |
| Provincia Castellón              | Municipii în Castellón              | 135              |
| Provincia Valencia               | Municipii în Valencia               | 266              |
| Oraș autonom                     | Lista                               | Nr. de municipii |
| Ceuta                            | —                                   | 1                |
| Melilla                          | —                                   | 1                |

Notă:

*Comunitate autonomă de o singură provincie.

## Cele mai mari municipii după numărul populației
Spania are o populație de 46.745.807 de locuitori, distribuiți în 8.117 municipii.
Doar două municipii au mai mult de un milion de locuitori: Madrid și Barcelona, 22 de orașe au peste 200.000 de locuitori, 33 de municipii au între 100.000 și 200.000 de locuitori, și 83 de municipii au între 50.000 și 100.000.
| #  | Municipiu                  | Comunitate autonomă    | Pop. (2009) |
| -- | -------------------------- | ---------------------- | ----------- |
| 1  | Madrid                     | Comunitatea Madrid     | 3.255.944   |
| 2  | Barcelona                  | Catalonia              | 1.621.537   |
| 3  | Valencia                   | Comunitatea Valenciană | 852.208     |
| 4  | Sevilla                    | Andalusia              | 703.206     |
| 5  | Zaragoza                   | Aragon                 | 674.317     |
| 6  | Málaga                     | Andalusia              | 568.305     |
| 7  | Murcia                     | Regiunea Murcia        | 436.870     |
| 8  | Palma de Mallorca          | Insulele Baleare       | 401.270     |
| 9  | Las Palmas de Gran Canaria | Insulele Canare        | 381.847     |
| 10 | Bilbao                     | Țara Bascilor          | 354.860     |
| 11 | Alicante                   | Comunitatea Valenciană | 334.757     |
| 12 | Córdoba                    | Andalusia              | 328.428     |
| 13 | Valladolid                 | Castilla și León       | 317.864     |
| 14 | Vigo                       | Galicia                | 297.332     |
| 15 | Gijón                      | Asturias               | 277.554     |
| 16 | L'Hospitalet de Llobregat  | Catalonia              | 257.038     |
| 17 | A Coruña                   | Galicia                | 246.056     |
| 18 | Vitoria-Gasteiz            | Țara Bascilor          | 235.661     |
| 19 | Granada                    | Andalusia              | 234.325     |
| 20 | Elche                      | Comunitatea Valenciană | 230.112     |
| 21 | Oviedo                     | Asturias               | 224.005     |
| 22 | Santa Cruz de Tenerife     | Insulele Canare        | 222.417     |
| 23 | Badalona                   | Catalonia              | 219.547     |
| 24 | Cartagena                  | Regiunea Murcia        | 211.996     |
| 25 | Terrassa                   | Catalonia              | 210.941     |
| 26 | Jerez de la Frontera       | Andalusia              | 207.532     |
| 27 | Sabadell                   | Catalonia              | 206.493     |
| 28 | Móstoles                   | Comunitatea Madrid     | 206.478     |
| 29 | Alcalá de Henares          | Comunitatea Madrid     | 204.574     |
| 30 | Pamplona                   | Navarre                | 198.491     |
| 31 | Fuenlabrada                | Comunitatea Madrid     | 197.836     |
| 32 | Almería                    | Andalusia              | 188.810     |
| 33 | Leganés                    | Comunitatea Madrid     | 186.066     |
| 34 | Donostia-San Sebastián     | Țara Bascilor          | 186.066     |
| 35 | Santander                  | Cantabria              | 182.700     |
| 36 | Castellón de la Plana      | Comunitatea Valenciană | 180.005     |
| 37 | Burgos                     | Castilia și León       | 178.966     |
| 38 | Albacete                   | Castile–La Mancha      | 169.716     |
| 39 | Alcorcón                   | Comunitatea Madrid     | 167.967     |
| 40 | Getafe                     | Comunitatea Madrid     | 167.164     |
| 41 | Salamanca                  | Castilia și León       | 155.619     |
| 42 | Logroño                    | La Rioja               | 152.107     |
| 43 | San Cristóbal de La Laguna | Insulele Canare        | 150.661     |
| 44 | Huelva                     | Andalusia              | 148.806     |
| 45 | Badajoz                    | Extremadura            | 148.334     |
| 46 | Tarragona                  | Catalonia              | 140.323     |
| 47 | Lleida                     | Catalonia              | 138.416     |
| 48 | Marbella                   | Andalusia              | 134.623     |
| 49 | León                       | Castilia și León       | 134.305     |
| 50 | Cádiz                      | Andalusia              | 126.766     |

## Cele mai mari municipii după suprafață
| #  | Municipiu                  | Comunitate autonomă    | Suprafață (Km2) |
| -- | -------------------------- | ---------------------- | --------------- |
| 1  | Cáceres                    | Extremadura            | 1.751,20        |
| 2  | Lorca                      | Regiunea Murcia        | 1.675,20        |
| 3  | Badajoz                    | Extremadura            | 1.474,20        |
| 4  | Córdoba                    | Andalusia              | 1.253,80        |
| 5  | Almodóvar del Campo        | Castile–La Mancha      | 1.205,50        |
| 6  | Jerez de la Frontera       | Andalusia              | 1.189,50        |
| 7  | Albacete                   | Castile–La Mancha      | 1.139,20        |
| 8  | Zaragoza                   | Aragon                 | 1.063,50        |
| 9  | Écija                      | Andalusia              | 975,70          |
| 10 | Jumilla                    | Murcia                 | 969,70          |
| 11 | Andújar                    | Andalusia              | 963,60          |
| 12 | Cuenca                     | Castile–La Mancha      | 959,10          |
| 13 | Moratalla                  | Murcia                 | 954             |
| 13 | Carmona                    | Andalusia              | 923             |
| 15 | Hornachuelos               | Andalusia              | 909,80          |
| 16 | Murcia                     | Regiunea Murcia        | 885,60          |
| 17 | Mérida                     | Extremadura            | 868,50          |
| 18 | Villarrobledo              | Castile–La Mancha      | 862,90          |
| 19 | Almonte                    | Andalusia              | 862             |
| 20 | Caravaca de la Cruz        | Regiunea Murcia        | 858,20          |
| 21 | Cangas del Narcea          | Asturias               | 825,40          |
| 22 | Antequera                  | Andalusia              | 815,90          |
| 23 | Requena                    | Comunitatea Valenciană | 814,10          |
| 24 | Hellín                     | Castile–La Mancha      | 781             |
| 25 | Jerez de los Caballeros    | Extremadura            | 739             |
| 26 | Alburquerque               | Extremadura            | 725,70          |
| 27 | Trujillo                   | Extremadura            | 687,30          |
| 28 | Utrera                     | Andalusia              | 683,70          |
| 29 | Santiago-Pontones          | Andalusia              | 682,50          |
| 30 | Los Yébenes                | Castile–La Mancha      | 680             |
| 31 | Chinchilla de Monte-Aragón | Castile–La Mancha      | 678,60          |
| 32 | Alcázar de San Juan        | Castile–La Mancha      | 668             |
| 33 | Retuerta del Bullaque      | Castile–La Mancha      | 653             |
| 34 | Mula                       | Murcia                 | 633,50          |
| 35 | Ejea de los Caballeros     | Aragon                 | 610,80          |
| 36 | Madrid                     | Comunitatea Madrid     | 604,80          |
| 37 | Níjar                      | Andalusia              | 600,10          |
| 38 | Alía                       | Extremadura            | 599,40          |
| 39 | Valencia de Alcántara      | Extremadura            | 596             |
| 40 | Osuna                      | Andalusia              | 592,70          |
| 41 | Fuente Obejuna             | Andalusia              | 591,80          |
| 42 | Montoro                    | Andalusia              | 586,40          |
| 43 | Sabiñánigo                 | Aragon                 | 586,30          |
| 44 | Alhambra                   | Castile–La Mancha      | 582,20          |
| 45 | Piedrabuena                | Castile–La Mancha      | 564,20          |
| 46 | Don Benito                 | Extremadura            | 561,90          |
| 47 | Cartagena                  | Regiunea Murcia        | 559,10          |
| 48 | Alcántara                  | Extremadura            | 553             |
| 49 | Baza                       | Andalusia              | 545,20          |
| 50 | Tineo                      | Asturias               | 539,80          |